# Речица (приток Оки)
Речица — река в Кромском районе Орловской области. Исток реки находится за западной окраиной посёлка Линия, на отметке высоты около 216 м, течёт в северо-восточном направлении, впадает в 1440 км по левому берегу реки Ока, в деревне Родина, на отметке высоты 156 м. Длина реки составляет 10 км.

## Данные водного реестра
По данным государственного водного реестра России относится к Окскому бассейновому округу, водохозяйственный участок реки — Ока от истока до города Орёл, речной подбассейн реки — бассейны притоков Оки до впадения Мокши. Речной бассейн реки — Ока.
Код объекта в государственном водном реестре — 09010100112110000017654.